# Rubanostreptus kalobaptus
Rubanostreptus kalobaptus är en mångfotingart som först beskrevs av Carl Graf Attems 1914.  Rubanostreptus kalobaptus ingår i släktet Rubanostreptus och familjen Spirostreptidae. Inga underarter finns listade i Catalogue of Life.